# Pete Droge
Pete Droge (Seattle, 11 maart 1969) is een Amerikaanse zanger, liedjesschrijver en producer. Zijn muziekstijl is met name geïnspireerd door John Mellencamp, Tom Petty en Neil Young.

## Carrière
Droge groeide op in Bainbridge Island. In 1994 maakte hij zijn muzikale doorbraak met het soloalbum Necktie Second, dat tevens zijn bekendste album is geworden. Het eerste nummer hiervan, If You Don't Love Me (I'll Kill Myself), werd gebruikt als soundtrack in de film Dumb and Dumber (1994). In 1996 verscheen zijn tweede album, Find A Door. Dit werd minder succesvol dan het vorige, maar een van de nummers werd wel gebruikt als soundtrack in Beautiful Girls (1996). Droge maakte dit album in samenwerking met enkele bandleden. Samen noemden ze zich Pete Droge and the Sinners. Hierna maakte Droge nog enkele albums, soms solo, dan weer in samenwerking met anderen.
In 2000 kreeg Droge een kleine rol toebedeeld in de film Almost Famous.
In 2002 richtte hij samen met Matthew Sweet en Shawn Mullins een nieuwe band op, The Thorns. Samen brachten ze één album uit met dezelfde naam als de band.
In de film Zombieland (2009) werd opnieuw een nummer van een nieuw album van Droge gebruikt, Two of the Lucky Ones.

## Discografie
- West of Here (the Ramadillo) (1991, alleen op cassette)
- Necktie Second (1994, American Recordings)
- Find A Door (1996, American Recordings)
- Spacey And Shakin'  (1998, Epic)
- The Thorns (met Sweet en Mullins) (2003)
- Skywatching (2003, Puzzle Tree)
- Under The Waves (2006, Puzzle Tree)
- Volume One (met Elaine Summers) (2009, Puzzle Tree)
- Volume Two (met Elaine Summers) (2014, Puzzle Tree)

- Bibsys: 8079876
- Gemeinsame Normdatei: 134913329
- International Standard Name Identifier: 0000 0000 5552 1736
- Library of Congress Control Number: no2002022029
- MusicBrainz: 90cec695-2e35-4970-8694-a51c73bcecd1
- Virtual International Authority File: 41504113
- WorldCat: E39PBJtRHJ3DrmvfQk9jb3Hpyd